# Wolfisberg
Wolfisberg es una comuna suiza del cantón de Berna, situada en el distrito administrativo de Alta Argovia. Limita al este con la comuna de Niederbipp, al sur con Oberbipp, al occidente con Rumisberg y al norte con las comunas de Laupersdorf, Matzendorf ambas en el cantón de Soleura.
Hasta el 31 de diciembre de 2009 situada en el distrito de Wangen.